# Leptoscyphopsis paradoxus
Leptoscyphopsis es un género monotípico de musgos hepáticas perteneciente a la familia Geocalycaceae. Su única especie Leptoscyphopsis paradoxus, es originaria de Venezuela.

## Taxonomía
Leptoscyphopsis paradoxus fue descrita por R.M.Schust.  y publicado en Phytologia 39: 246. 1978.